# Valiente
Valiente é o décimo quinto álbum de estúdio da artista mexicana Thalía, lançado em 9 de novembro de 2018 pela Sony Music Latin. O álbum traz o single "No me acuerdo", que alcançou o primeiro lugar em toda a América Latina. "Lento" foi lançado como o segundo single, que chegou ao top 10 em vários países. "Lindo Pero Bruto" é o terceiro single, a música ganhou destaque com seu videoclipe. A música "Me Oyen, Me Escuchan" também foi lançada como um single promocional para o "Desafio de Thalia", que se tornou viral a partir de um vídeo ao vivo no Facebook.
Valiente tornou-se outro álbum de sucesso para Thalia. Foi certificado em platina nos Estados Unidos pela RIAA.

## Singles
"No Me Acuerdo": Foi lançado em 1 de junho de 2018 como o primeiro single do álbum, com a canção, Thalía tornou-se a primeira artista mexicana a atingir um bilhão de visualizações no YouTube. A música teve bom desempenho nas paradas de todo o mundo e sendo a mais ouvida do verão de 2018 na América Latina. "Me Oyen, Me Escuchan", a música se tornou um hit antes do álbum ser lançado, um vídeo de áudio foi lançado no canal oficial do YouTube da cantora. "Lento" foi o terceiro single, lançado em 27 de setembro de 2018. O vídeoclipe foi gravado nas praias de Miami. A canção alcançou o 5º lugar nas paradas da Billboard Latin Digital Songs, tornando-se o pico mais alto de Thalía nessa parada. Lindo Pero Bruto foi o quarto single, a canção causou polêmica graças a sua letra feminista que desafia a cultura machista que ainda prospera em muitos países. O videoclipe foi dirigido por Daniel Duran e sua estreia oficial foi no programa de televisão americano ¡Despierta América!, na manhã de 29 de janeiro de 2019. O single foi certificado com um disco de ouro pela RIAA, por mais de 30 mil cópias nos Estados Unidos.
Com "Que Ironia", Thalía continua sua tradição de colaborar também com estrelas em ascensão, desta vez com a cantora mexicana e vencedora anterior do concurso de reality La Academia Carlos Rivera. Thalía publicou o lyric video no domingo, 12 de maio de 2019. A música foi considerada o terceiro single do álbum, depois de "No Me Acuerdo" e "Lento", mas acabou sendo "engavetada" no projeto promocional. As gravações ocorreram no México, sua cidade natal, em novembro de 2018. O single da canção "Ahí" foi lançado em 28 de junho e é uma colaboração com Ana Mena. A música tem ritmo urbano e o vídeo foi lançado no formato 8D. Em poucas horas de sua publicação, o vídeo obteve mais de 100.000 reproduções. O single da música "Vikingo" foi lançado em 9 de novembro de 2019 e seu vídeo foi dirigido por um dos fãs da cantora, Marios, de origem grega. No vídeo, Thalía usa uma roupa radiante que revela seus quadris requintados, nele a cantora se parece com uma deusa grega. "Por Amor Al Arte" foi o último single do álbum. A letra da música fala sobre o amor entre duas mulheres. Um vídeo com letra foi feito para promover a música.

## Desempenho comercial
O álbum estreou em 34 países em todos os 5 continentes e liderou as paradas do iTunes em 13 deles em sua primeira semana. O álbum entrou no top 20 na Argentina e na Espanha, enquanto em seu país nata, México, alcançou a posição 2. Nos Estados Unidos, o álbum estreou na 7ª posição na Billboard Top Latin Albums com 2.000 cópias digitais vendidas e mais do equivalente em streaming, na primeira semana, também estreou na primeira posição na parada de álbuns Latin Pop Albums, tornando-se seu sétimo álbum a atingir tal feito, tornando-se assim, junto com Shakira, a artista feminina com o maior quantidade de número um nessa lista. O álbum também liderou a parada de vendas de álbuns latinos nos EUA em sua semana de estreia e permaneceu na lista por 14 semanas. Os primeiros quatro singles do álbum alcançaram boas posições nas paradas de airplay mexicanas.

## Turnê
O figurinista responsável pelas roupas de Thalía, afirmou que a cantora iria fazer uma turnê em 2018 pela América Latina. Segundo ele, México, Colômbia e o Brasil estariam na lista. A entrevista foi concedida por Mitzy ao programa "De Primera Mano", do canal Imagen Televisión, no dia 22 de dezembro de 2017. Thalía, porém, nunca se pronunciou sobre o assunto. 

## Alinhamento das faixas
Todos os créditos adaptados do Tidal.
| N.º            | Título                                                | Compositor(es) | Produtor(es)                                                                               | Duração |  |
| 1.             | "No me acuerdo" (com participação de Natti Natasha)   | Rafael Pina Yasmil Marrufo Mario Cáceres Jon Leone Frank Santofimio Natalia Gutiérrez Óscar Hernández Juan G. Rivera Vázquez Germán Hernández | Santofimio Leone Caceres Oscarcito Marrufo                                                 | 3:37    |  |
| 2.             | "Lindo Pero Bruto" (com participação de Lali)         | Édgar Barrera Hernández Jesús "DalePlay" Herrera Andrés Castro Patrick Ingunza                                                                | Thalía Sodi Barrera Castro Armando Ávila Oscarcito Tommy Mottola DalePlay Patrick Romantik | 2:57    |  |
| 3.             | "Lento" (com participação de Gente de Zona)           | Castro Julio Reyes Copello Barrera Leone Alexander Delgado Jorge Luis Chacín Omar Alfanno Randy Malcolm Sergio George                         | George                                                                                     | 3:36    |  |
| 4.             | "Sube, Sube" (com participação de Fonseca)            | Servando Primera Marrufo Andrés Castro Andy Clay                                                                                              | Primera Marrufo                                                                            | 3:32    |  |
| 5.             | "Tú Me Sientas Tan Bien" (com participação de DABRUK) | José Luis de la Peña Liza Quintana María Josefa Fernández Bruno Nicolás Fernández "DABRUK" David Augustave                                    | Dabruk                                                                                     | 3:04    |  |
| 6.             | "Vamos Órale"                                         | Thalía Sodi Primera Mario Cáceres George | Andy Clay                                                                                  | 3:02    |  |
| 7.             | "Ahí" (com participação de Ana Mena)                  | Daniel Echavarría Oviedo | Ovy on the Drums                                                                           | 2:48    |  |
| 8.             | "Corazón Valiente"                                    | Daniel Giraldo Sodi Salomón Villada Hoyos Andrés Restrepo Johan Esteban Espinosa Alejandro Patiño                                             | Alejandro Patiño "Mosty" Johan Esteban Espinosa "Jowan"                                    | 3:03    |  |
| 9.             | "Qué Ironía" (com participação de Carlos Rivera)      | Primeira Sodi Marrufo Cáceres | Mottola Cáceres Marrufo Sodi Ávila Primera                                                 | 4:11    |  |
| 10.            | "Por Amor Al Arte"                                    | Iván Guevara Lozano | Ávila                                                                                      | 3:55    |  |
| 11.            | "Ay Amor" (com participação de El Micha)              | Bigram Zayas Sodi Jorge Gómez José C. García Michael Fernando Sierra Miranda Bilal Hajji George Yulien Oviedo                                 | DVLP Gómez IAmChino George                                                                 | 3:09    |  |
| 12.            | "Vikingo"                                             | Espinosa Restrepo Hoyos Sodi Giraldo Patiño                                                                                                   | Mosty Jowan                                                                                | 3:11    |  |
| 13.            | "Me Oyen, Me Escuchan"                                | Sodi | Chuy Nuñez                                                                                 | 2:42    |  |
| Duração total: | Duração total:                                        | Duração total: | Duração total:                                                                             | 42:00   |  |

## Desempenho nas tabelas musicais
| Chart (2018)               | Posição |
| -------------------------- | ------- |
| Billboard Latin Pop Albums | 1       |
| Billboard Top Latin Albums | 7       |
| Espanha (PROMUSICAE)       | 20      |
| México (AMPROFON)          | 4       |
| México (Spanish Albums)    | 2       |

## Certificações e vendas
| Região | Certificação | Vendas   |
| --- | ------------ | -------- |
| Estados Unidos (RIAA)                                                                                        | 2× Platina   | 120,000‡ |
| México (AMPROFON)                                                                                            | Platina      | 60,000‡  |
| ^distribuições baseadas apenas na certificação ‡vendas+valores de streaming baseados somente na certificação |              |          |